# Gianfilippo Usellini
Gianfilippo Usellini, né à Milan le 7 mai 1903 et mort à Arona le 21 août 1971, est un peintre et graveur italien.

## Biographie
Il passe son enfance dans la maison de sa famille, à Arona.

## Style
Le style d'Usellini est relié à l'enfance, à l'émerveillement face au monde. Si ses œuvres religieuses (fresques, vitraux, mosaïques) et ses représentations des travaux agricoles peuvent avoir un style passéiste, ce n'est pas le cas de ses peintures, telles que Le Parachute, qui sont, grâce notamment à leur épurement géométrique, plus humanistes et nostalgiques.

## Œuvres

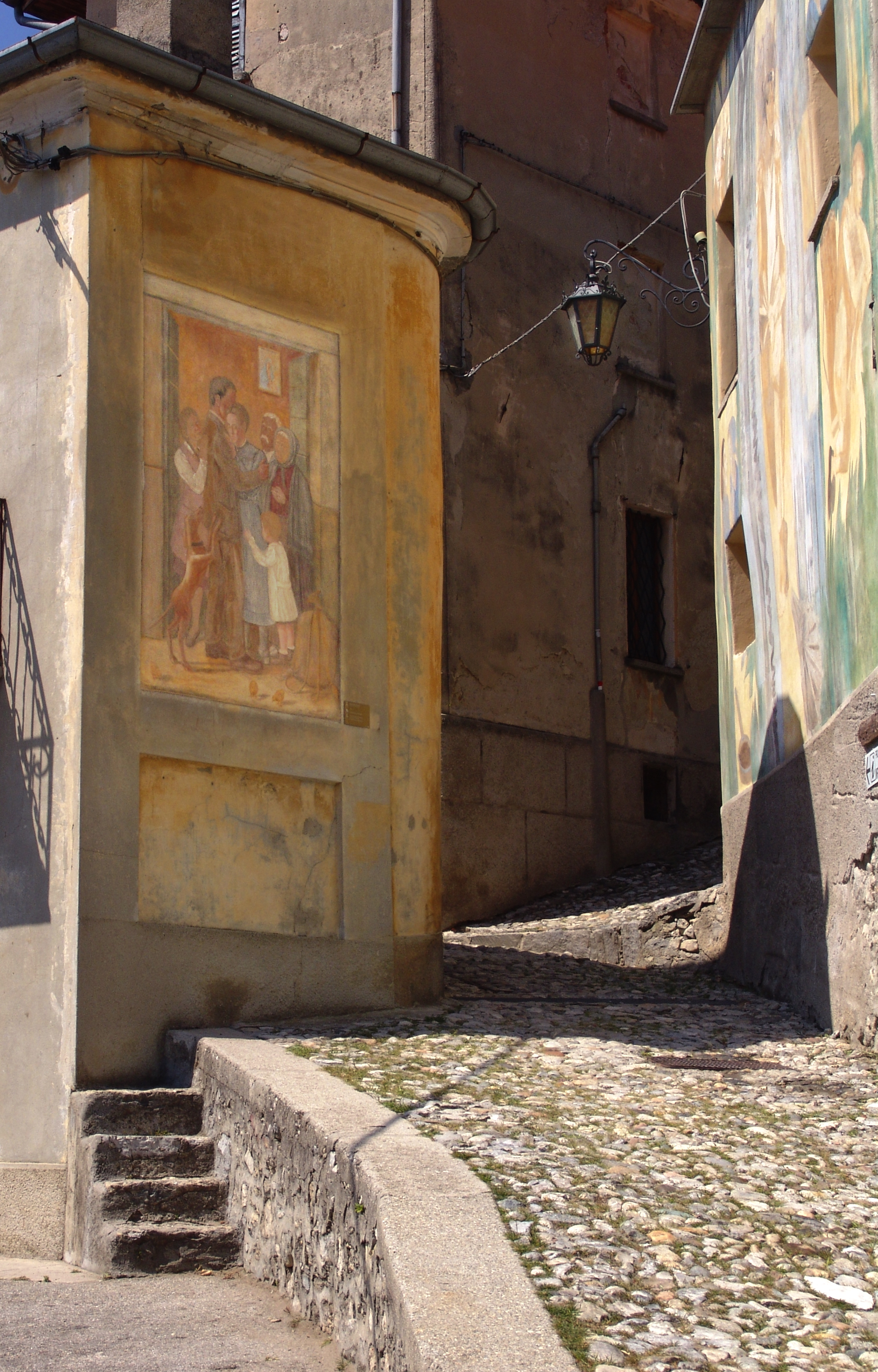
Fresque de Gianfilippo Usellini à Arcumeggia.

### Peintures
- Le Parachute, 1936
- La Fuite des novices
- La Peur de la peur

#### Le Parachute
Le Parachute est une peinture de 1936 réalisée à l'occasion de la Biennale de Venise 1936. Elle représente une cour de cloître dans laquelle s'introduit par les airs un parachutiste et de laquelle s'enfuient six nonnes. Il s'agit de l'un des tableaux les plus reconnus du peintre. Symboliquement, la peinture représentante l'irruption de la modernité, d'apparence effrayante mais en réalité inoffensive, dans la tradition, de prime abord rassurante et rationnelle mais aussi étouffante.